# Medal of Honor: Heroes
Medal of Honor: Heroes видео-игра пуцачина из првог лица смештена у време Другог светског рата. Игру је развио EA Canada за платформу PlayStation Portable. Игра је на тржиште изашла 23. октобра 2006. у Северној Америци. 

## Прича
Играч је стављен у улогу различитих јунака претходних Medal of Honor игара. Постоје три различите кампање, свака са различитим херојем који предводи одреде у испуњавању мисија. Хероји су: Џими Петерсон, јунак прве игре Medal of Honor и Medal of Honor: Frontline, наредник Џон Бејкер из игре Medal of Honor:Breakthrough и Вилијам Холт из Medal of Honor: European Assault. Мисије су смештене у Италију, Холандију и Белгију.
Након што играч заврши мисију у бици у Арденима, у Белгији, појављује се завршни синематик који објашњава шта се даље десило са главним ликовима. Сазнајемо како је Џими Патерсон запросио Менон, али не сазнајемо какав је одговор. Такође сазнајемо да Џозеф Грифин, главни јунак игре Medal of Honor:Rising Sun планира спашавање ратних заробљеника што значи да је можда успео да спаси свог брата.

## Играчко окружење
Игра је по својим основним карактеристикама слична претходним играма овог серијала. Циљеви мисија су саботаже, инфилтрације, освајање важних положаја и слично. Игра је критикована због неразноврсности циљева у мисијама. Циљ већине мисија је дићи нешто у ваздух, убити одређени број непријатеља и вратити се на одређену локацију ради евакуације. Техничке карактеристике игре су доста високе са добром анимацијом и вештачком интелигенцијом. Постоје три различита нивоа тежине :бронзани, сребрни и златни. Да би прешао бронзани играч треба да реши све основне (примарне) задатке. Да би прешао сребрни играч треба да пређе и примарне и секундарне задатке. Златни је сличан сребрном само што играч треба да убије већи број непријатеља. Након прелажења откључава се скирмиш и модови за више играча. 
Medal of Honor: Heroes укључује могућност за играње више играча- до 32. У игри су заступљена аутентична оружја. Између осталог ту су Томпсон, пиштољ Colt 1911 и базука.